# Coenonympha iphina
Coenonympha iphina är en fjärilsart som beskrevs av Otto Staudinger 1892. Coenonympha iphina ingår i släktet Coenonympha och familjen praktfjärilar. Inga underarter finns listade i Catalogue of Life.